# 青山裕次
青山 裕次（あおやま ゆうじ、1970年2月11日 - ）は日本で活動するミュージカル俳優および演劇指導者である。徳島県板野郡藍住町出身。元劇団四季所属。

## 来歴
中学卒業まで徳島県で過ごし、兵庫県立伊丹高等学校進学と同時に兵庫県へ移住し、高校卒業後は大阪芸術大学芸術学部舞台芸術学科に在学と並行して関西二期会に所属していた。大学卒業後の1992年に劇団四季研究所へ30期生として入所し、翌1993年にコーラスラインで初舞台出演を果たした。以降ダンス演目を中心に出演していたが、2021年12月31日付けで退団していたことを2022年1月3日に自身の公式インスタグラムで発表した。退団後も現役続行し、並行して演劇指導者としても活動することを明かしている。

## 人物
妻は元劇団四季の青山栞織で両者在団中に結婚している。その後二児をもうけている。

## 主な出演作品
- コーラスライン（1993年アンサンブル）
- キャッツ（1993年マキャヴィティ,2000年マンカストラップ）
- ミュージカル異国の丘(2005年劉玄、2001年蒋賢忠)
- ミュージカル李香蘭(2009年王玉林)
- 魔法をすてたマジョリン（2014年オカシラス）
- サウンド・オブ・ミュージック（2010年フランツ[1]）
- ハムレット(2010年レイアーティーズ)
- ジーザス・クライスト＝スーパースター エルサレム・バージョン、ジャポネスク・バージョン(2011年アンサンブル)
- ジョン万次郎の夢(2014年アンサンブル)
- オペラ座の怪人(2015年アンサンブル)
- ガンバの大冒険(2016年ツブリ／忠太の父)

※括弧内の年は初出演年